# نيد فور سبيد ريفالز
نيد فور سبيد: ريفالز (بالإنجليزية: Need For Speed: Rivals)‏ هي لعبة فيديو سباق السيارات الرياضية التي أصدرت في سنة 2013، اللعبة أيضاً من تطوير كريتريون جيمز ونشر من إلكترونيك آرتس.

## وصلات خارجية
- نيد فور سبيد ريفالز على موقع IMDb (الإنجليزية)
- الموقع الرسمي